# Винн, Халид Шамим
Генерал Халид Шамим Винн (англ. Khalid Shameem Wynne), (28 августа 1953, Абботтабад — 30 декабря 2017, близ Чакри, Пакистан) — пакистанский военачальник, генерал. Занимал должность председателя Объединённого комитета начальников штабов, де-юре был Верховным командующим силами обороны Пакистана.

## Биография
В апреле 1972 года Халид вступил в ряды вооружённых сил Пакистана, в Пенджабский полк сухопутных войск. Он окончил военный колледж в Кветте, также имеет степень магистра в области военного дела Университета Каид-и-Азам.
Винн служил в управлении Генерального штаба Пакистана: заместителем начальника Генерального штаба с 2006 по 2007 год и начальником Генерального штаба с апреля 2010 по октябрь 2010 года.
В октябре 2010 года Халид Винн стал председателем Объединённого комитета начальников штабов. 8 октября 2013 года ушёл на пенсию после 42 лет службы в войсках.